# زیبا صدایم کن
زیبا صدایم کن یک رمان فارسی در حوزهٔ کودک و نوجوان است که در سال ۱۳۹۴ برای اولین بار منتشر شد. نویسنده این کتاب فرهاد حسن‌زاده است که یکی از چهره‌های برجستهٔ ادبیات کودک و نوجوان ایران است.
این کتاب به‌عنوان کتاب سال شورای کتاب کودک برگزیده شد و در فهرست کتاب‌های کلاغ سفید کتابخانه بین‌المللی مونیخ آلمان ۲۰۱۶ و فهرست افتخار دفتر بین‌المللی کتاب برای نسل جوان ۲۰۱۸ قرار گرفته است.

## خلاصه داستان
داستان این کتاب دربارهٔ دختر ۱۵ ساله‌ای به نام زیبا است که در آسایشگاه کودکان بی‌سرپرست زندگی می‌کند و پدرش به خاطر اختلالات روانی در تیمارستان بستری است و مادرش نیز با فرد دیگری ازدواج کرده است. تا اینکه در یک روز پاییزی پدرش زنگ می‌زند و از او می‌خواهد کمکش کند تا از تیمارستان فرار کند.

## رسانه
فیلم زیبا صدایم کن بر اساس این داستان است.

## جوایز
برگزیده جشنواره کتاب کانون پرورش فکری کودکان و نوجوانان، سال۱۳۹۵
برگزیده شورای کتاب کودک، سال ۱۳۹۵
دریافت دیپلم افتخار از دفتر بین‌المللی کتاب برای نسل جوان Ibby (یونان)، سال۲۰۱۸
قرار گرفتن در فهرست کتاب‌های کلاغ سفید، کتابخانه بین‌المللی مونیخ آلمان، سال ۲۰۱۷
نامزد کتاب سال ایران ۱۳۹۵
نامزد کتاب سال لاک‌پشت پرنده ۱۳۹۵
نامزد شورای کتاب کودک برای فهرست کتاب برای کودکان با نیازهای ویژه Ibby – ۲۰۱۷

## ترجمه‌ها و انتشار بین‌المللی

### زبان‌ها
عربی
ترکی استانبولی
ارمنی
انگلیسی

### کشورها
مصر
ترکیه
ارمنستان